# Naufragi (film)
Naufragi è un film del 2021 diretto da Stefano Chiantini.

## Trama
Maria è una donna piena d'amore per la sua famiglia ma con enormi difficoltà nel gestire le sue relazioni e le incombenze della vita quotidiana. La morte improvvisa del marito la fa cadere in una pericolosa depressione, ma l'incontro con un'immigrata che cerca di raggiungere la Germania sarà in grado di generare in lei una reazione difficilmente prevedibile.

## Distribuzione
Il film è stato distribuito su Sky Cinema a partire dal 9 luglio 2021.